# HMS Bounty
HMS Bounty (känd för historiker som HM Armed Vessel Bounty, allmänt känd som HMAV Bounty, och för många som "The Bounty"), känd för myteriet på Bounty den 28 april 1789. Hon var från början det tremastade lastskeppet Bethia, köpt av det brittiska amiralitetet och sen modifierad och satt i tjänst som His Majesty's Armed Vessel the Bounty för ett botaniskt uppdrag till Stilla havet.
Bounty började sin karriär som kolskeppet Bethia, byggd 1784 vid Blaydes skeppsvarv nära Kingston upon Hull. Hon köptes senare av Storbritanniens flotta för £2 600 den 26 maj 1787 (JJ Colledge/D Lyon säger 23 maj), rustades upp och döptes om till Bounty. Hon var en relativt liten fullriggare på 215 ton. Efter omvandlingen inför brödfruktträdsexpeditionen, bestyckades hon bara med fyra fyra-pundare och tio nickhakar. Därav var hon väldigt liten i jämförelse med andra tremastade kolskepp som användes för liknande expeditioner: Cooks Endeavour på 368 ton deplacement och Resolution på 462 ton.

## Brödfruktträdsexpeditionen 1787

### Förberedelser
Skeppet köptes av Storbritanniens flotta för att medverka i en enda expedition och experiment: hon skulle resa till Tahiti, hämta brödfruktsplantor och transportera dem till Västindien i hopp om att de skulle kunna växa där och bli billig föda för slavar. Experimentet lades fram av Sir Joseph Banks, som rekommenderade William Bligh som befälhavare, och befordrades genom ett pris från Royal Society of Arts.
I juni 1787 utrustades Bounty vid Deptford. Aktersalongen konverterades för att hysa krukorna med brödfruksplantor, och trall lades på övre däck. Hennes manskap bestod av 46 officerare och män.
Bligh beskrev skeppet följaktligen:

"Skeppets last var nära 215 ton; Hennes totallängd på däck 90 fot och 10 inches & bredden från kant till kant 24 fot..3 inches. Ett flushdäck & en vacker galjonsfigur av en kvinna med riddräkt; Hon är bestyckad med fyra fyrapundskanoner & 10 svängkanoner & och hennes manskap var,

1. Lieut & Commander 2. Masters Mates 1. Gunners Mate

1. Master 2. Midshipmen 1. Carpenters Mate

1. Boatswain 1. Clerk 1. Sailmaker

1. Gunner 2. Qr. Masters 1. Armourer

1. Carpenter 1. Qr.Masr.Mate 1. Carpenters Crew

1. Surgeon 1. Boatswains Mate 1. Corporal

24 Able Seamen
Totalt. 45 En av de är en Widow's man. Det var likaledes en botaniker och hans assistent."

William Bligh utnämndes till befälhavare över Bounty den 16 augusti 1787 vid 33 års ålder efter en karriär som bland annat innehöll en resa som skeppare på James Cooks Resolution under Cooks tredje och sista resa (1776-1779).

### Ditresan

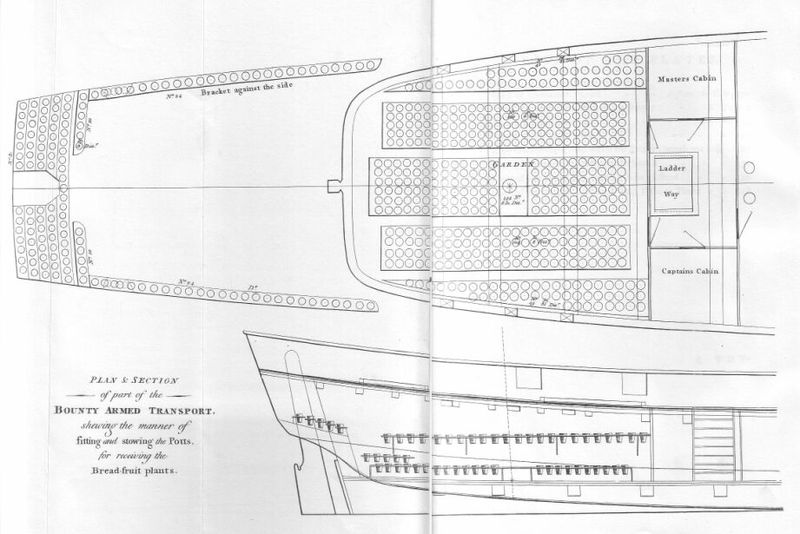
Ritning och genomskärning av Bounty där man visar hur man förvarar krukorna för brödfrukten, från William Blighs redovisning av expeditionen och myteriet från 1792 vid namn, A Voyage to the South Sea, tillgänglig från Project Gutenberg.

Den 23 december 1787 seglade Bounty från Spithead mot Tahiti. Under en månads tid försökte hon runda Kap Horn, men ogynnsamt väder stoppade henne. Bligh beordrade att man skulle vända om och fortsätta österut för att runda Godahoppsudden och korsa Indiska oceanen. Under den utgående resan degraderade Bligh skepparen John Fryer, och bytte ut honom mot Fletcher Christian som han utnämnde till ställföreträdande befälhavare. Detta skadade allvarligt relationen mellan Bligh och Fryer, och Fryer skulle senare påstå att Blighs handlande var helt och hållet personligt.
Bounty nådde Tahiti den 26 oktober 1788 efter 10 månader till sjöss.
Bligh och hans manskap tillbringade fem månader på Tahiti, då kallad "Otaheite", och samlade och förberedde totalt 1015 brödfruktsplantor. Bligh tillät manskapet att bo iland för att ta hand om plantorna och sjömännen socialiserade då med den lokala befolkningen och deras seder och kultur. Många av sjömännen och några av de "yngre gentlemännen" lät sig tatueras genom lokala seder. Understyrman och ställföreträdande befälhavaren Fletcher Christian gifte sig med den tahitiska kvinnan Maimiti. Några av officerarna på Bounty sades också ha "kontakter" med lokala kvinnor.
Efter fem månader på Tahiti sattes Bounty åter i segel med sin brödfruktslast den 4 april 1789.

### Myteriet och förstörelsen av skeppet
Ungefär 2 100 km väster om Tahiti, nära Tonga, bröt myteriet ut den 28 april 1789. Trots hårda ord och hot från bägge sidor togs skeppet över i en oblodig uppgörelse och tydligen utan kamp av någon av de regeringstrogna utom Bligh själv. Av de 42 männen ombord förutom Bligh och Christian, förenade sig 18 med Christian i myteriet, två var passiva, och 22 var lojala med Bligh. Myteristerna beordrade Bligh, skepparen, två kadetter, skeppsläkaren (Ledward), och skeppstjänstemannen att hoppa i skeppets dinge. Flera ur manskapet valde frivilligt att följa med Bligh istället för att stanna kvar ombord.
Myteristerna seglade mot ön Tubuai där de försökte gå iland. Efter att i tre månaders tid blivit terroriserade av lokala kannibaler återvände de till Tahiti. 16 av myteristerna och de fyra regeringstrogna som var oförmögna att följa med Bligh stannade där, med förhoppningen att Royal Navy skulle hitta dem och ställa dem inför rätta.
Omedelbart efter landsattes de 16 männen på Tahiti och i september 1789 satte Fletcher Christian Bounty i segel tillsammans med åtta andra besättningsmän, sex tahitiska män, 11 kvinnor och ett spädbarn i hopp om att undkomma Royal Navy. Enligt en journal som fördes av en av Christians följeslagare kidnappades tahitierna när Christian satte segel utan att varna dem. Syftet med detta skall ha varit att för att få med sig kvinnorna.

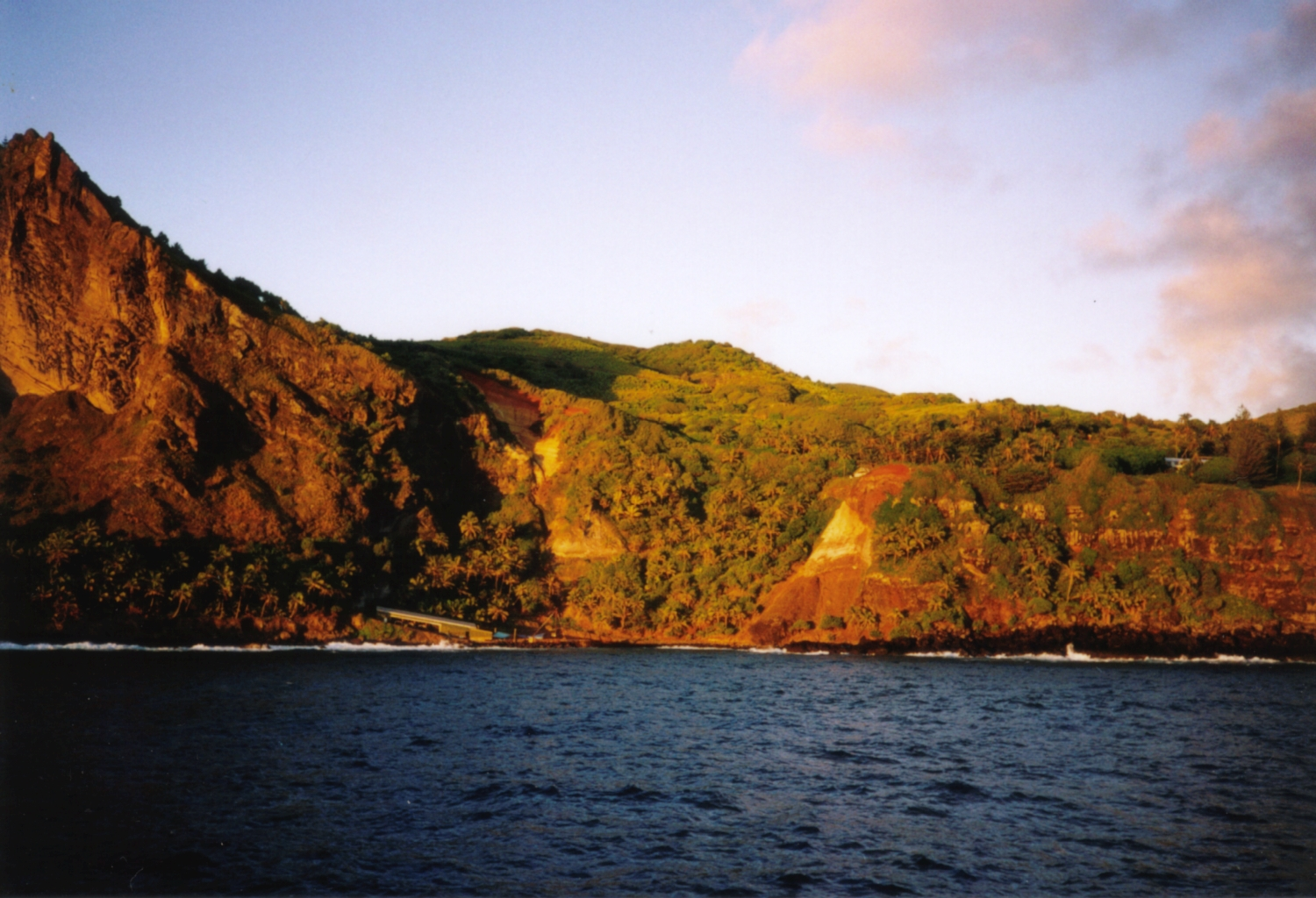
Bounty Bay på Pitcairn, där HMS Bounty brändes 23 januari 1790

Myteristerna passerade genom Fiji och Cooköarna men var rädda att de skulle hittas där. De fortsatte sin färd mot en säker tillflyktsort och den 15 januari 1790 återupptäckte de Pitcairnöarna som hade varit felplacerat på Royal Navys sjökartor. Efter beslutet att stanna på Pitcairn flyttades boskap och annan proviant från Bounty. För att förhindra att skeppet skulle hittas eller att någon skulle försöka rymma sattes hon i brand den 23 januari 1790 i vad som nu kallas Bounty Bay.

## Upptäckten avBounty
Luis Marden hittade resterna av Bounty i januari 1957. Efter upptäckten av ett roder från skeppet i ett museum i Fiji, övertalade Marden sin redaktör och skribenter att låta honom göra dykningar utanför Pitcairnöarna, där rodret hade hittats. Trots varningar från lokalbefolkningen på ön-"Man, you gwen be dead as a hatchet!"  — gjorde Marden dykningar flera dagar bland de farliga dyningarna nära ön och hittade resterna av de mytiska skeppet. Han mötte därefter Marlon Brando för att ge honom råd inför hans roll som Fletcher Christian i filmen Myteriet på Bounty (1962). Senare i sitt liv bar Marden manschettknappar gjorde av spikar från Bounty.
Lite av skeppets rester, som till exempel hennes barlaststenar, syns delvis fortfarande i vattnen i Bounty Bay. Hennes roder finns fortfarande att beskåda på museet i Suva i Fiji.

## Kopia av fartyget

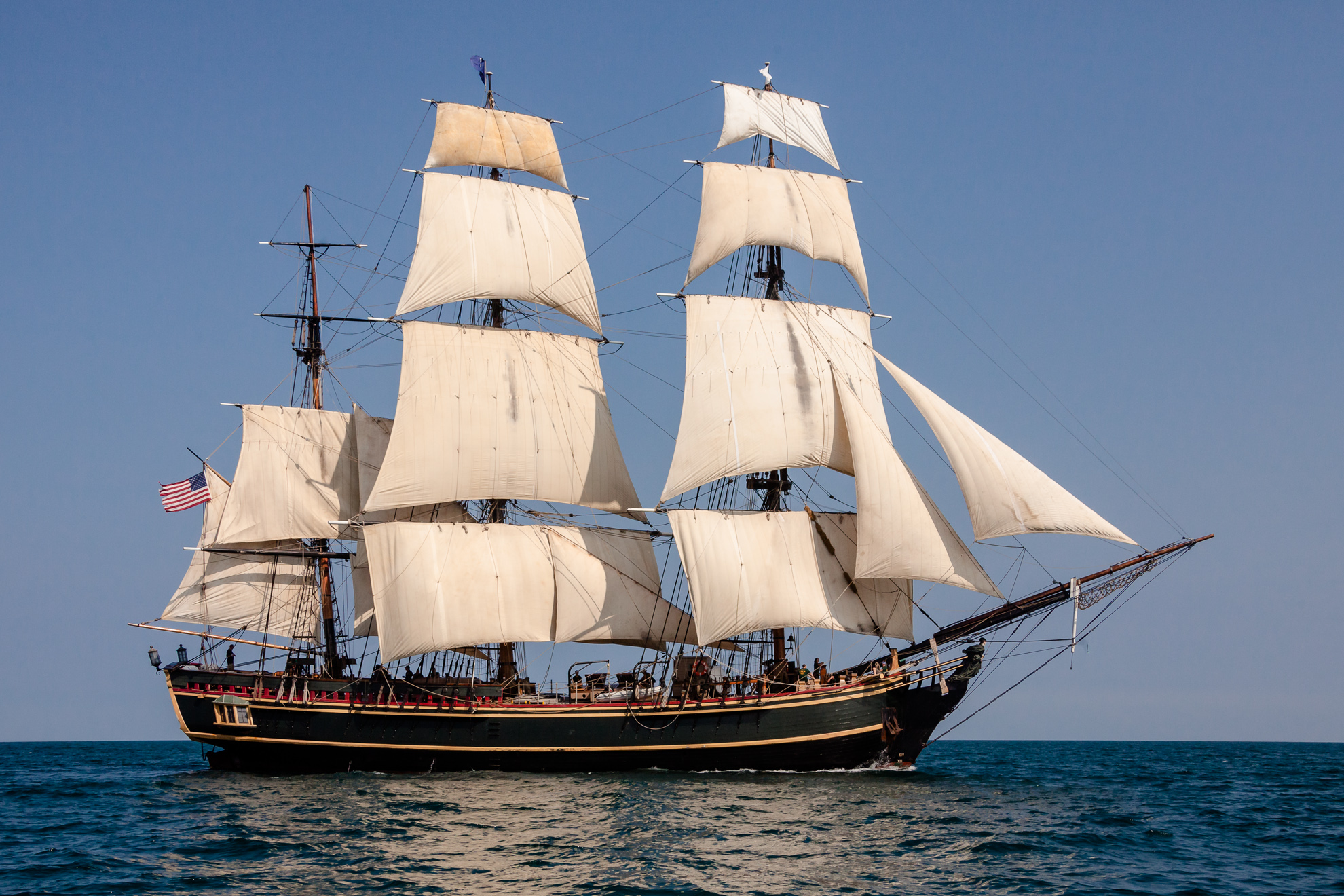
Replika av HMS Bounty byggd 1960

För filmen Myteriet på Bounty byggdes ett fartyg baserat på de ursprungliga ritningarna i Lunenburg, Nova Scotia. Skeppet skulle egentligen ha satts i brand i slutet av filmen, men Marlon Brando hotade att lämna filmen om det skedde. Efter filmens inspelning har den använts som en turistattraktion, dels har den legat förtöjd i St. Petersburg, Florida och dels har den seglat runt om i världen. Den användes även i filmerna Skattkammarön och  Pirates of Caribbean-filmerna 2003, 2006 och 2007 
Skeppet sjönk utanför delstaten North Carolinas kust den 29 oktober 2012 på grund av Orkanen Sandy. 